# 無宿
無宿（むしゅく）は、江戸時代において、現代の戸籍台帳と呼べる宗門人別改帳から名前を外された者のことである。なお現在の住所不定と同様に、必ずしもホームレス状態にあるわけではない。
無宿には、江戸時代は連座の制度があったために累がおよぶことを恐れた親族から不行跡を理由に勘当された町人や、軽罪を犯して追放刑を受けた者もいたが、多くは天明の大飢饉や商業資本主義の発達による農業の破綻により、農村で生活を営むことが不可能になった元百姓だった。村や町から出て一定期間を経ると、現在の住民票における職権消除のように、人別帳から名前が除外されるため、無宿は「帳外」（ちょうはずれ）とも呼ばれた。
田沼意次が幕政に関与した天明年間には折からの政情不安により無宿が大量に江戸周辺に流入し、様々な凶悪事件を起こすようになったため、それらを防ぐため、幕府は様々な政策を講じることになる。
罪を犯し、捕縛された無宿は「武州無宿権兵衛」、「上州無宿紋次郎」など、出身地を冠せられて呼ばれた。